# Kilogramo por metro cúbico
El kilogramo por metro cúbico (símbolo: kg/m³) es la unidad del Sistema Internacional de Unidades empleada para medir la densidad. Se representa como kg/m³, en donde kg significa kilogramo y m³ metro cúbico. Para convertir desde g/cm³ a kg/m³ es necesario multiplicar la cantidad por 1000  (y dividir entre 1000 para la conversión inversa). Por el contrario, para un gramo por litro, g/L, no hace falta ninguna conversión pues son equivalentes.
- Datos: Q844211